# Río Ipoqui
Der Río Ipoqui, alternative Schreibweise Río Ipoki, im Oberlauf Río Antuyo, ist ein etwa 79 km langer rechter Nebenfluss des Río Perené in der Region Junín in Zentral-Peru.

## Flusslauf
Der Río Ipoqui entspringt in der peruanischen Zentralkordillere im Westen des Distrikts Pampa Hermosa in der Provinz Satipo. Das Quellgebiet liegt auf einer Höhe von etwa 4150 m an der Nordflanke des Nevado Beteadora. Der Río Ipoqui fließt anfangs in nordnordöstlicher Richtung durch das Bergland. Bei Flusskilometer 60 trifft der Río Chamiriari von links auf den Fluss. Danach bildet der Río Ipoqui die Grenze zwischen den Provinzen Chanchamayo am linken Ufer und Satipo am rechten Ufer. Bis Flusskilometer 55 verläuft der Río Ipoqui entlang der südöstlichen Grenze des Waldschutzgebietes Pui Pui. Ab Flusskilometer 37 wendet sich der Río Ipoqui in Richtung Ostnordost. Am linken Flussufer befinden sich die Ortschaften Colonia Huanca und Nueva Esperanza. Auf den letzten 8 Kilometern fließt der Río Ipoqui nach Norden. 4 Kilometer oberhalb der Mündung befindet sich die Ortschaft Las Palmas-Ipoki am linken Flussufer. Die Nationalstraße 5S von Satipo nach Pichanaqui verläuft nun entlang dem Flusslauf. Der Río Ipoqui mündet schließlich 16 km südöstlich der Stadt Pichanaqui auf einer Höhe von etwa 470 m in den Río Perené.

## Einzugsgebiet
Der Río Ipoqui entwässert ein Areal von etwa 975 km². Das Einzugsgebiet des Río Ipoqui grenzt im Osten an das des Río Chari, im Süden an das des Río Satipo, im Südwesten an das des Río Tulumayo, im Nordwesten an das des Río Pichanaqui sowie im Norden an das des oberstrom gelegenen Río Perené.